# Айнтрахт (футбольный клуб, Дуйсбург)
«Айнтрахт» (нем. Eintracht Duisburg 1848 e. V.) — спортивный и футбольный клуб из Дуйсбурга. Является одним из старейших в Германии. Современный вид приобрёл в 1964 году, после объединения клубов «ТуС Дуйсбург» (нем. TuS Duisburg 1848) и «Дуйсбургер ШпФ» (нем. Duisburger SpV). Наивысшими успехом футбольного клуба является вице-чемпионство в Чемпионате Германии в 1913 году.